# Katherine Barber
Katherine Patricia Mary Barber (Ely, Cambridgeshire, Inglaterra, 8 de septiembre de 1959 - 24 de abril de 2021) fue una lexicógrafa y lingüista canadiense que además fue jefe de redacción del Canadian Oxford Dictionary. A veces es llamada «Word Lady» (en español: la dama de la palabra). 
Nació en Ely, Cambridgeshire, Inglaterra, obtuvo su B.A.(título equivalente a una licenciatura) en la Universidad de Winnipeg en 1980 y su maestría en la Universidad de Ottawa en 1990. De 1984 a 1991, fue profesora en la escuela de traducción e interpretación en la Universidad de Ottawa. Desde 1989 a 1991, fue investigador asociado en el proyecto Bilingual Canadian Dictionary de la Universidad de Ottawa. Fue jefe de redacción de diccionarios canadienses para la Oxford University Press en Canadá de 1991 a 2008, cuando OUP cerró el departamento canadiense de diccionarios.
Tras su publicación en 1998, el Canadian Oxford Dictionary fue un éxito editorial, permaneció en las listas de best sellers canadienses por más de un año. En 1999, fue galardonado con el premio Libris, otorgado por la Canadian Booksellers Association, como mejor libro del año en las categorías de «libros de no ficción» y «libros de especialidad». Katherine Barber fue premiada como editora del año. Además, en el año 2000, recibió el premio de alumno distinguido del año de la Universidad de Winnipeg.

## Obra
- Six Words You Never Knew Had Something to Do with Pigs and Other Fascinating Facts About the Language from Canada's Word Lady (2006)
- Only in Canada You Say: A Treasury of Canadian Language (2007)